# Bengt Gingsjö
Bengt Gingsjö (Gotemburgo, 15 de abril de 1952 - Municipio de Tyresö, 14 de septiembre de 2022) fue un nadador sueco retirado especializado en pruebas de estilo libre media distancia, donde consiguió ser medallista de bronce mundial en 1973 en los 400 metros estilo libre.

## Carrera deportiva
En el Campeonato Mundial de Natación de 1973 celebrado en Belgrado (Yugoslavia), ganó la medalla de bronce en los 400 metros estilo libre, con un tiempo de 4:01.27 segundos, tras el estadounidense Rick DeMont  (oro con 3:58.18 segundos) y el australiano Brad Cooper  (plata con 3:58.70 segundos).